# Eurodryas dubia
Eurodryas dubia är en fjärilsart som beskrevs av Krulikovski 1890. Eurodryas dubia ingår i släktet Eurodryas och familjen praktfjärilar. Inga underarter finns listade i Catalogue of Life.